# Архимандрит Августин (Бошњаковић)
Августин (световно  Александар Бошњаковић; Ковин, 3. фебруар 1867 — Нови Сад, 22. децембар 1950) био је правлославни игуман Манастира Гргетега

## Биографија
Игуман Августин рођен је 1867. године у Ковину. Крштено име му је било Александар. Школовао се у Новом Саду где је 1886. завршио гимназију, а затим је студирао богословију у Сремским Карловцима коју је завршио 1895. године. Докторирао је на Богословском факултету у Черновицама а извесно време је у Јени студирао филозофију.
Замонашио се у манастиру Војловица 29. августа 1895. године док је био професор рељевске богословије. Касније се вратио у Карловачку митрополију. Након што је 21. септембра 1903. произведен у чин протосинђела постављен је за настојника манастира Хопово. Хоповски архимандрит постао је 26. децембра 1905. године.
Када је гргетешки архимандрит Данило Пантелић постао администратор Епархије пећке 1921. године привремени управитељ Гргетега постао је Августин Бошњаковић. Након што је архимандрит Данило изабран за епискпа далматинско-истарског српски патријарх Димитрије поставио је Бошњаковића за редовног архимандрита манастира Гргетега. Попут једног од својих претходника на месту настојнка Гргетега Илариона Руварца Бошњаковић је био заинтересован за научни рад па је вођење послова манастирске економије поверио свом намеснику. Економ кога је поставио архимандрит Августин није био нарочито вешт у вођењу манастирске економије па је убрзо дошло до промене старешине манастира.
Више од двадесет година је радио на Речнику црквенословенског језика чији се рукопис налази у Српској академији наука и уметности. Истовремено је радио на критичком издању Србљака. Непосредно пред почетак Другог светског рата рукопис је дат у штампу али су слог растуриле усташе у Патријаршијској штампарији у Сремским Карловцима. Издање Србљака приредио је тек Димитрије Богдановић са сарадницима седамдесетих година 20. века.
Архимандрит Августин био је на дужности старешине манастира Гргетега до 1933. године. Умро је у Новом Саду 1950. где је и сахрањен да би његови посмртни остаци касније били пренети у манастир Гргетег.